# کلسیم اگزالات
کلسیم اُگزالات (به انگلیسی: Calcium oxalate) با فرمول شیمیایی CaC۲O۴ یک ترکیب شیمیایی است؛ که جرم مولی آن ۱۲۸٫۰۹۷ g/mol می‌باشد. شکل ظاهری این ترکیب، جامد سفید است. در اغلب موارد جنس سنگهای کلیه اگزالات کلسیمی است. کلسیم اُگزالات در برخی گیاهان از جمله دیفن باخیا یافت می‌شود. این سم در گیاهان جنبه دفاعی در برابر خورنده‌ها دارد.